# Rutuler (italiker)
För andra betydelser, se Rutuler.
Rutuler var italiker som levde i ett område i Latium. Rutulerna tillhörde den umbrisk-sabelliska grenen av italiker och stod därmed nära folken aequer, herniker, volsker och aurunker som alla bodde i Latium. Deras huvudstad hette Ardea, och låg cirka 35 kilometer sydöst om Rom. På femhundratalet f. Kr. erövrade romarna under Lucius Tarquinius Superbus  rutulernas stad Ardea, och så småningom romaniserades rutulerna.